# ياسين بن عبيد
ياسين بن عبيد (1958 -) هو أكاديمي جزائري وشاعر وناقد ومترجم وباحث مختص في الفكر الصوفي والتصوف المقارن وأديب، مشارك في الحركة الثقافية بالجزائر وفي الخارج، مهتم بالفكر الصوفي محاضرا ومؤلفا، له أكثر من عشرين توقيعا في مجالات عدة منها: الفكر والأدب (شعرا ونقدا)، تاريخ الأفكار، الترجمة (من العربية وإليها)؛ بالإضافة إلى حضور إعلامي (معد برامج تلفزيونية وإذاعية).

## حياته ونشأته
ولد سنة 1958 في مدينة برج زمورة المشهورة بعلمائها وأدبائها فدرس عليهم، في قرية ماوكلان دائرة بوقاعة ولاية سطيف الجزائرية، وبعد أن أنهى دراسته الثانوية التحق بجامعة سطيف وتخرج فيها، ثم حصل على الماجستير في الآداب تخصص النقد من جامعة سطيف، ثم الدكتوراه في الأدب والنقد من معهد اللغات والحضارات الشرقية باريس، وتخصص في الأدب الصوفي وفي التصوف المقارن.
نشرت عن شعره دراسات ومتابعات وتعليقات في صحف المساء، والنهار، والشروق العربي، وغيرها.

## مؤلفاته
لياسين بن عبيد مجموعة من الإصدارات في إطار تخصصه، وله مجموعات شعرية مطبوعة بالجزائر، ومجموع مقالات باللغتين العربية والفرنسية منشورة بالجزائر وفي الوطن العربي، مع مجموع إصدرات ترجمية في الأدب وفي القصص الموجه للأطفال، صدرت بباريس عن دار النور المغربية ودار البراق اللبنانية.
مؤلفاته: الشعر الصوفي الجزائري المعاصر (دراسة) 2007 -
نشر مثنوي جلال الدين الرومي (عرض ودراسة) 2008.
دواوينه الشعرية: الوهج العذري 1995 - أهديك أحزاني 2000 - معلقات على أحزان الروح 2005 - غنائية آخر التيه 2007 - هناك التقينا ضبابًا وشمسًا 2007.
حدائق المعنى.

## مسيرته
اشتغل طيلة ثلاث سنوات رئيسا لقسم الترجمة بجامعة سطيف، وهو حاليا يشغل منصب نائب عميد كلية الآداب واللغات بنفس الجامعة، مكلف بالدراسات العليا والبحث العلمي والعلاقات الخارجية.
- عمل بالتدريس سنوات, ثم محاضرًا بالجامعة، فنائب عميد كلية الآداب.

أثبت وجوده الأدبي منذ المرحلة الثانوية، ونشر قصائده، ومقالاته، ودراساته في مختلف الصحف الوطنية.

## جوائز
حصل على جائزتي مهرجان الشعر بمدينة بسكرة، وجمعية المعرفة بجامعة سطيف.